# Массовое убийство на погранпосту «Арканкерген»
Массовое убийство на пограничном посту «Арканкерген» (каз. Арқанкерген оқиғасы) — убийство 14 пограничников и егеря, разрушение служебных и хозяйственных сооружений в расположении временного погранпоста пограничной службы Казахстана «Арканкерген» (каз. Арқанкерген), произошедшие 28 мая 2012 года.
Пост «Арканкерген» расположен в труднодоступной горной местности вдали от населённых пунктов (на высоте около 3000 метров, в 224 км от районного центра города Ушарал) на казахстанско-китайской границе в Алакольском районе Алматинской области Республики Казахстан, на момент инцидента личный состав погранпоста включал 15 военнослужащих. Вечером 4 июня был найден и задержан 15-й пограничник — Владисла́в Че́лах, который во время первого допроса признался в убийстве 15 человек и сожжении поста, впоследствии однако отказался от первоначальных показаний. 1 октября Владиславу Челаху было предъявлено обвинение по 8 статьям уголовного кодекса Казахстана, а именно: «Убийство двух и более лиц», «Похищение личных вещей», «Похищение секретных документов», «Похищение оружия», «Незаконное ношение оружия», «Повреждение военного имущества», «Дезертирство» и «Незаконное вторжение в чужое жилище». 11 декабря 2012 года суд признал Владислава Челаха виновным в совершении преступлений и приговорил его к пожизненному заключению.

## Хронология инцидента
Согласно первоначальным показаниям Челаха мотивом послужили «внутренние конфликты и необъяснимое состояние помутнения сознания». Наличие пособников и соучастников он отрицает. По его показаниям, преступление было совершено им около 5 часов утра 28 мая 2012 года, когда все пограничники поста, кроме часового, спали. Сам Челах в ту ночь был дежурным по казарме и, соответственно, имел доступ к арсеналу оружия. Хронология убийств согласно показаниям Челаха выглядит следующим образом. Первым был убит часовой, обманным путём выведенный за территорию поста. Затем, вернувшись в казарму, Челах расстрелял находящихся там остальных сослуживцев, девять из которых ещё спали. Последним в охотничьем доме был убит егерь Руслан Ким. Все жертвы Челаха на момент их убийства были безоружны. Кроме того, по словам Челаха, отдельные бодрствовавшие сослуживцы при направлении на них оружия не воспринимали это всерьёз. Совершив убийства, в целях сокрытия следов преступления Челах произвел выстрелы из автомата с разных позиций, разбросал по помещениям казармы патроны, после чего, предварительно облив бензином, поджёг все казарменные и хозяйственные строения поста. Аналогичным способом был подожжён часовой, тело которого лежало вне территории поста. После всего этого, взяв с собой пистолет Макарова, продукты питания, несколько личных вещей сослуживцев (мобильные телефоны, ноутбук, деньги), Челах в гражданской одежде капитана Кереева пешком скрылся с места происшествия.
После того как Челах отказался от первоначальных показаний, его адвокаты выдвинули другую версию событий. Челах показал, что на их погранпост было совершено нападение, о чём ему сообщил рядовой Аганас. Затем, испугавшись, они убежали с места событий, слыша позади себя выстрелы. Челах спрятался где-то внизу в горах. Через некоторое время он вернулся на погранпост и обнаружил тела сослуживцев и егеря. Более подробно эту версию сам Челах раскрыл на суде 5 декабря 2012 года.

## Расследование

### Предварительное следствие
10 мая 15 военнослужащих (1 офицер, 3 контрактника и 11 солдат срочной службы) во главе с капитаном погранслужбы Алтынбеком Кереевым заступили на пост «Арканкерген». Данный мобильный пост выставлялся в летнее время с целью предотвращения незаконного сбора лечебных трав, за что ранее неоднократно задерживались граждане КНР.
28 мая пограничники поста «Арканкерген» не вышли на связь с заставой «Сары-Боктер» Ушаральского пограничного отряда (воинская часть 2484) регионального управления пограничной службы «Шыгыс».
30 мая наряд, высланный с заставы «Сары-Боктер», обнаружил в горах сгоревшее здание пограничного поста.
31 мая первый замдиректора Пограничной службы КНБ Казахстана полковник Турганбек Стамбеков на брифинге в Астане сообщил, что в сгоревшем здании погранпоста были обнаружены обгоревшие останки 12 человек, кроме того, в охотничьем домике, расположенном вблизи поста, было найдено тело 47-летнего егеря охотничьего хозяйства «Тас Тау S» Руслана Кима с огнестрельными ранениями головы и тела. По сообщению телеканала КТК, казарма, в которой обнаружили трупы, была построена из дерева ещё 50 лет назад; по словам следователей, температура была настолько высокой, что плавилось даже железо; на пепелище казармы были также обнаружены искорёженные гильзы от автоматов. В тот же день, по данным Пограничной службы, на посту были найдены все 15 автоматов погибших военнослужащих, отсутствовал только табельный пистолет капитана Кереева. Кроме того, пропал один из военнослужащих и лошади, которые находились на заставе.
1 июня пресс-служба Пограничной службы сообщила, что были найдены останки ещё двух военнослужащих. В тот же день останки 14 военнослужащих были доставлены в Астану для проведения генетической экспертизы.
1 июня президент Казахстана Нурсултан Назарбаев провёл совещание с руководителями правоохранительных органов в связи с инцидентом на пограничном посту «Арканкерген». По его поручению была создана специальная комиссия для расследования данного события, главной военной прокуратурой было возбуждено уголовное дело. На совещании Назарбаев назвал инцидент «террористическим актом».
После гибели пограничников и егеря была усилена охрана казахстанско-китайской границы, в частности, по всему Алакольскому району были установлены блок-посты, на автодороге Алма-Ата — Усть-Каменогорск были выставлены вооружённые посты, проезжающие машины обыскивались.
3 июня пресс-служба Пограничной службы сообщила, что в останках всех военнослужащих, а также егеря лесничего хозяйства, погибших на пограничном посту «Арканкерген», следов алкоголя не обнаружено. Тело одного из погибших военнослужащих, часового поста, — было обнаружено в 100 метрах от него в утеплённой куртке, головном уборе и с сумкой для магазина.
4 июня президент Казахстана Нурсултан Назарбаев объявил однодневный национальный траур (5 июня) в связи с инцидентом. 5 июня в связи с объявленным трауром по погибшим пограничникам в казахстанских электронных СМИ не транслировались развлекательные программы и реклама, на половину высоты флагштока были приспущены флаги, повсеместно коллективы учреждений и организаций, начиная с Правительства Казахстана, минутой молчания почтили память погибших пограничников. В распространённом заявлении президент сообщил:
Трагедия на пограничном посту «Арканкерген» Алматинской области, в результате которой погибли 15 человек, не оставила равнодушным ни одного казахстанца. По моему поручению сейчас ведётся следствие. На месте события работает специальная комиссия. Специалисты, комиссия сделают свои выводы, мы разберёмся в произошедшем, будут найдены организаторы и исполнители. Виновные в этой трагедии понесут заслуженное наказание. В то же время, пограничники погибли на посту, когда несли службу по охране рубежей нашей страны, оберегали покой и безопасность всех казахстанцев. Свои молодые жизни они отдали во имя мира и будущего Казахстана. Правительство по моему поручению оказывает необходимую помощь и поддержку семьям погибших. Эта трагедия стала горем не только для семей и родственников погибших, но и всех казахстанцев. В этой связи я объявляю однодневный национальный траур.
4 июня Министерство культуры и информации Казахстана распространило список с указанием регионов призыва пограничников, несших службу на посту «Арканкерген»: Атырауская (4 человека), Алматинская (3), Актюбинская (2), Карагандинская (2), Жамбылская (2), Павлодарская (1) и Западно-Казахстанская область (1).
4 июня в одной из чабанских зимовок, расположенной в 24 км от погранпоста был найден и задержан 15-й пограничник — 19-летний Владислав Валерьевич Челах, призывник из Карагандинской области. Он был одет в гражданскую одежду капитана Кереева, также при нём были принадлежащие начальнику поста пистолет Макарова, два мобильных телефона, ноутбук, деньги в сумме 12 тысяч тенге, а также три мобильных телефона, принадлежавших сослуживцам, и фотоаппарат охранника охотхозяйства Кима. Выживший пограничник был допрошен и дал показания. В день убийства он был дежурным на посту.
6 июня в Алматинской области при проведении в горной местности поисковых мероприятий в 13 километрах от поста «Арканкерген» пограничными нарядами были обнаружены все пропавшие лошади.
6 июня председатель Комитета национальной безопасности Нуртай Абыкаев отказался комментировать инцидент до окончания следствия: «Сейчас ведётся следствие. Позже мы огласим результаты». В тот же день президент Назарбаев призвал не торопиться с выводами, а также отметил, что «есть важная информация, но пока о ней рано говорить» и что «внешнего вмешательства не было — это точно выяснено».
7 июня на брифинге официальный представитель Генеральной прокуратуры Казахстана Нурдаулет Суиндиков сообщил, что Челах, в присутствии адвоката, признался в убийстве своих сослуживцев. По словам Суиндикова, пограничники в 5 часов утра 28 мая были расстреляны Челахом из автомата, после чего он сразу сжёг казарму с их телами. Со слов Челаха, мотивом послужили «внутренние конфликты и необъяснимое состояние помутнения сознания». Было возбуждено уголовное дело в отношении начальника пограничной заставы «Сары-Боктер» Фомина Алексея Викторовича, с санкции суда он был арестован. По делу предъявлены обвинения в «умышленном сокрытии в период с 28 по 30 мая отсутствия связи с пограничным постом „Арканкерген“ и в непринятии мер по установлению причин утери связи и её восстановлению», однако, на суде адвокаты Фомина представили опровергающие это доказательства, и Фомин был осуждён по другим статьям.
9 июня состоялось свидание Челаха с матерью и дедом. По словам матери Челаха, Светланы Ващенко, в конце свидания он обнял её и шепнул на ухо: «Мам, я этого не делал!». Дед обвиняемого, Владимир Ефремович Челах, в заявлении прессе сказал:
Сейчас, во время следственных действий, никто на него давления не оказывал. Он в подавленном состоянии был до того, как его сюда привезли, он растерян. Я его уговорил изменить показания, потому что не надо их жалеть, этих подлецов, которые его напугали. Думаю, он изменит эту версию. Он мне сказал: «я этого не делал». Его специально оставили в живых, чтобы повесить на него эти убийства. Ему назначен государственный защитник — Галинов. Командир отряда заявил, что в течение нескольких лет этот вопрос не поднимался — нет межнациональной и религиозной розни. Если бы была межнациональная рознь, родители бы не звонили мне каждый день. И не просили освободить его. Все в шоке.
9 июня вечером военная прокуратура Талдыкорганского гарнизона сообщила о предъявлении обвинения Владиславу Челаху и продемонстрировала журналистам вещественные доказательства по делу о чрезвычайном происшествии на посту «Арканкерген»: табельный пистолет и ноутбук капитана Кереева, гражданская одежда, принадлежавшая Керееву, — куртка и спортивные штаны, в которые в момент задержания был одет Челах, деньги в сумме 12 тысяч тенге, также принадлежавшие Керееву, а также мобильные телефоны погибших. Обручальное кольцо одного из военнослужащих, обнаруженное следственно-оперативной группой, было опознано супругой погибшего. По словам прокурора, имеются и иные доказательства, послужившие основанием для предъявления обвинения Челаху в совершении убийств.
10 июня на пресс-конференции в Алма-Ате, проведённой в Национальном пресс-клубе в 15 часов дня, Владимир Челах, дед Владислава, существенно поменял два ключевых момента своего рассказа. На данной пресс-конференции он утверждал, что внук на свидании не сказал ни слова ввиду большого скопления присутствующих и своего подавленного состояния, и продолжительность свидания составила всего 5 минут, а не 15 минут, как он говорил ранее. Эта пресс-конференция прошла менее чем через 20 часов после предыдущей.
13 июня на брифинге главного военного прокурора Республики Казахстан Ергали Мерзадинова журналистам были продемонстрированы видеозаписи показаний Челаха, в том числе произведённая им самим, когда он скрывался в горах. По сообщению, сравнение результатов проведённых следственных действий и экспертиз с признательными показаниями Челаха свидетельствует о том, что он сообщил следователю детали происшествия, о которых могло знать только лицо, совершившее преступление. Прокурор заявил, что таких деталей и других доказательств, свидетельствующих о правдивости показаний Челаха, в деле достаточно. Также им было отмечено и то, что Челах подтвердил совершение им преступления и при встрече со своей матерью. По результатам служебного расследования проведённого Комитетом национальной безопасности по этому факту, освобождены от занимаемых должностей руководство регионального управления «Шыгыс», Ушаральского пограничного отряда и пограничной комендатуры «Достык». Заместитель председателя КНБ — директор пограничной службы генерал-майор Нуржан Мырзалиев подал на имя президента страны рапорт об освобождении от занимаемой должности.

### Опознание погибших
1 июня останки 14 военнослужащих и егеря были доставлены в Астану для проведения генетической экспертизы. Пограничной службой всем родным и близким военнослужащих, проходивших службу на пограничном посту, была оказана психологическая поддержка, а также предоставлена возможность приехать в Астану для сдачи крови, необходимой для проведения анализа ДНК, акиматы выделили денежные средства семьям погибших пограничников. Личное опознание погибших пограничников не проводилось в связи с сильным повреждением останков огнём.
В соответствии с заключением казахстанской экспертизы были идентифицированы останки 11 военнослужащих. Останки оставшихся неопознанными военнослужащих были направлены для дальнейших исследований в Германию.
27 сентября были оглашены результаты геномной экспертизы, проведённой в Германии. До этой даты неидентифицированными оставались Денис Рей, Мейрхан Именов и Рустем Акылбаев. По результатам экспертизы была установлена личность пограничника Рустема Акылбаева. Родным Дениса Рея выдали постановление о том, что его останки признаны установленными «на основе совокупности доказательств». Доказательствами были названы осмотры места происшествия, заключения экспертов, проведение экспериментальных выстрелов и рассказ Челаха своему сокамернику обстоятельств убийства Рея. Признание того, что другие останки принадлежат Мейрхану Именову, сделано «согласно заключению комиссионной судебной медицинской, медико-криминалистической и молекулярно-генетической экспертизе».

### Отказ Челаха от показаний
28 июня адвокатом Владислава Челаха стал Тулеген Берликожанов, нанятый родными обвиняемого. 25 июля Тулеген Берликожанов заявил, что Владислав Челах отказался от своих первоначальных показаний. Второй адвокат Челаха — Серик Сарсенов — уточнил, что, по словам подсудимого, все предыдущие показания были даны под психологическим воздействием. Помимо этого, Владислав написал заявление о том, что отказывается давать любые показания до тех пор, пока его адвокаты не смогут оказать ему квалифицированную юридическую помощь по всем вопросам, которые его интересуют.
С 19 июня по 24 июля Челах находился на психиатрической экспертизе в Алма-Ате. Срок стационарного обследования составляет 30 дней, однако экспертизу продлили из-за того, что некоторые документы по делу пришли поздно. По результатам психиатрической экспертизы Челах был признан вменяемым. Адвокаты Челаха, ознакомившись с результатами психиатрической экспертизы, заявили, что экспертиза была проведена на должном уровне и спорных моментов в ней нет.
6 августа адвокат Тулеген Берликожанов сообщил, что Владислав Челах передал через канцелярию следственного изолятора заявление в прокуратуру о том, что на него оказывалось психологическое давление (угроза физического насилия, обещание помощи в случае взятия всей вины на себя). 8 августа правозащитник Василий Резван сообщил, что Челах не будет давать никаких показаний, пока не увидит мать. По словам Резвана, Челах написал несколько заявлений о свидании с матерью, но следователь категорически отказывал ему в нём. Также Резван сообщил, что защита пограничника будет добиваться очной ставки с начальником заставы «Сары-Боктер» Алексеем Фоминым. 17 августа мать и дед Челаха побывали на свидании с ним, родные общались с Владиславом по телефону, через стекло, в присутствии надзирателей. Им разрешили сразу два свидания: первое длилось 20 минут, второе — 15 минут. 23 августа прошла очная ставка Челаха со следователем, который, по словам Владислава, оказывал на него давление. Уголовное дело в отношении данного следователя не было возбуждено в связи с отсутствием состава преступления.
1 октября Владиславу Челаху было выдвинуто обвинение по 8 статьям уголовного кодекса Казахстана: «Убийство двух и более лиц», «Похищение личных вещей», «Похищение секретных документов» (карта государственной границы), «Похищение оружия» (пистолет командира Кереева), «Незаконное ношение оружия» (пистолет командира Кереева), «Повреждение военного имущества» (поджог казармы), «Дезертирство» и «Незаконное вторжение в чужое жилище». Позднее к официальному обвинению продублировали одну статью — кража личных вещей у сослуживцев и егеря.
По сообщению военной прокуратуры, 11 октября Челах пытался повеситься на спортивных штанах, привязанных к оконной решетке, но покончить с собой арестованный не успел, и позднее «повреждений на теле Челаха обнаружено не было». Согласно комментарию деда Владислава Челаха, его внука в камере «напрягали сокамерники», «вот он и сказал: „будете много приставать, покончу с собой“». После этого случая родным обвиняемого разрешили внеплановое свидание с ним. В это же время в Талдыкорган приехали и родные некоторых пограничников, которые ознакомились с некоторыми материалами дела, в частности им была показана запись разговора Челаха с сокамерниками, в которой Челах сообщал подробности убийства
.
После попытки суицида за Челахом было установлено наблюдение, кроме того следователь разрешил родным встречаться с Челахом раз в неделю на выходных.
По данным Главной военной прокуратуры Казахстана, расследование дела Челаха было окончено 2 октября, адвокаты обвиняемого завершили ознакомление с материалами дела 26 октября. Также ознакомились с уголовным делом и представители потерпевших, за исключением Т. Я. Рей и И. М. Сисенова, которые не воспользовались своим правом.

## Судебные процессы

### Суд над Челахом
31 октября 2012 года уголовное дело Владислава Челаха было направлено в суд для рассмотрения по существу. Суд проходил в городе Талдыкоргане, уголовное дело в отношении Владислава Челаха рассматривалось судом в открытом судебном заседании.
5 ноября Тулеген Берликожанов сообщил СМИ, что не будет принимать участие в судебном процессе из-за разногласий со вторым защитником Сериком Сарсеновым:
Сейчас ответственный момент. Должны готовиться к судебному процессу. При построении стратегии защиты у меня с адвокатом Сарсеновым по некоторым вопросам возникли разногласия. Я ему советую одно, а Сарсенов — другое. Это ненормально. Поэтому, чтобы не навредить Владу, я решил не участвовать в судебном процессе, о чём уведомил и Сарсенова, и Влада, и его родителей.
8 ноября адвокат Серик Сарсенов заявил, что Челах отказывается от услуг ещё одного защитника — А. К. Мухамедсадыкова, так как он должен был оказать юридическую помощь по трём секретным делам, но этого не делал. 12 ноября Владислав Челах отказался от суда с участием присяжных.
Судебный процесс начался в Талдыкоргане 19 ноября 2012 года. В первую очередь Владислав Челах потребовал убрать из зала заседаний представителей СМИ, его требования поддержал адвокат и прокуроры. Суд частично удовлетворил требование, и журналистов отправили в специально оборудованное помещение с подключением к Интернету, а ход процесса транслировался на мониторы. Адвокат Челаха Серик Сарсенов заявил отвод прокурору Дастану Секенову и судье Ерболу Ахметжанову, оба заявления были оставлены без удовлетворения. Челах признал свою вину по ряду статей, в частности он согласился с обвинениями в краже и повреждении чужого имущества, в то же время он категорически отрицал свою вину в убийстве 14 сослуживцев и егеря. Представитель воинской части, в которой проходил службу пограничник Владислав Челах, на судебном заседании заявил о подаче иска о возмещении материального ущерба, нанесённого действиями Челаха, на сумму свыше 7,8 миллионов тенге.
20 ноября во время перерыва между судебными заседаниями адвокат Челаха рассказал журналистам, что на месте происшествия были обнаружены тела не 15, как следует из официальной версии, а 18 погибших. По его словам, эта информация содержится в материалах уголовного дела, однако отражения в обвинительном заключении она не нашла. Представители Генеральной прокуратуры опровергли эту информацию, настаивая на том, что на месте преступления было обнаружено 15 трупов.
21 ноября Челах во время судебного процесса пытался перерезать себе вены пластиковым фрагментом стула, конвоиры пресекли данную попытку, скрутив ему руки и выведя из зала заседаний. При этом Челах оказывал сопротивление и кричал, что отказывается участвовать в судебном процессе. По результатам медицинского осмотра на левом запястье Челаха были обнаружены небольшие царапины. В качестве возможной причины данного поступка СМИ назвали показ съёмки скрытой камерой разговора Челаха с сокамерником, в котором подсудимый признаётся в содеянном. Впоследствии родные Челаха утверждали, что на плёнке — его двойник, и потребовали экспертизы видеозаписи, результаты экспертизы подтвердили подлинность видеосъёмки. После перерыва адвокат Серик Сарсенов зачитал письменное заявление подсудимого об отказе выходить из камеры и участвовать в судебном заседании. Судья постановил на месте, что заседание может продолжаться и в отсутствие самого Челаха, но при участии его адвоката. После этого адвокат попросил суд провести повторную психиатрическую экспертизу своего подзащитного, отметив, что с момента последней экспертизы, согласно которой пограничник был признан вменяемым, прошло много времени, за которое у Челаха могли возникнуть проблемы с психикой. Он напомнил, что в октябре подсудимый уже предпринимал попытку покончить собой. Суд в повторной экспертизе отказал.
29 ноября основной защитник Челаха Серик Сарсенов почувствовал себя плохо во время заседания и покинул суд. В ходе заседания адвокат подал очередное ходатайство об отводе судьи из-за того, что судья «частично зачитывал заключения экспертиз по делу». Адвокат пожаловался на головную боль и повысившийся уровень сахара в крови после того как просьба была отклонена. Сарсенов позвонил второму защитнику Челаха — Серику Эстиярову — после обеденного перерыва и сообщил, что будет отсутствовать на заседании в течение пяти дней из-за лечения в Алма-Ате. Обязанности главного защитника рядового взял на себя Эстияров после отъезда Сарсенова. Эстияров был не знаком с материалами дела по словам Челаха, который потребовал приостановить слушания. Адвокат также просил судью объявить перерыв, поскольку он был назначен лишь для рассмотрения секретных томов дела Челаха в связи с отсутствием допуска у основного защитника. Но судья отклонил эти просьбы. Утром 30 ноября Эстияров не пришёл в суд и передал через секретаря о своей болезни. Из-за неявки в суд адвокатов обвиняемого судья Ербол Ахметжанов принял решение отложить слушания до 4 декабря. В этот день адвокаты Челаха также не явились на заседание, в связи с чем ему был предоставлен ещё один защитник — Жумагайша Саржанова. 5 декабря Сарсенов и Эстияров вновь приняли участие в судебных заседаниях, отказавшись предоставить суду документы, подтверждающие их болезнь.

Суд над Владиславом Челахом
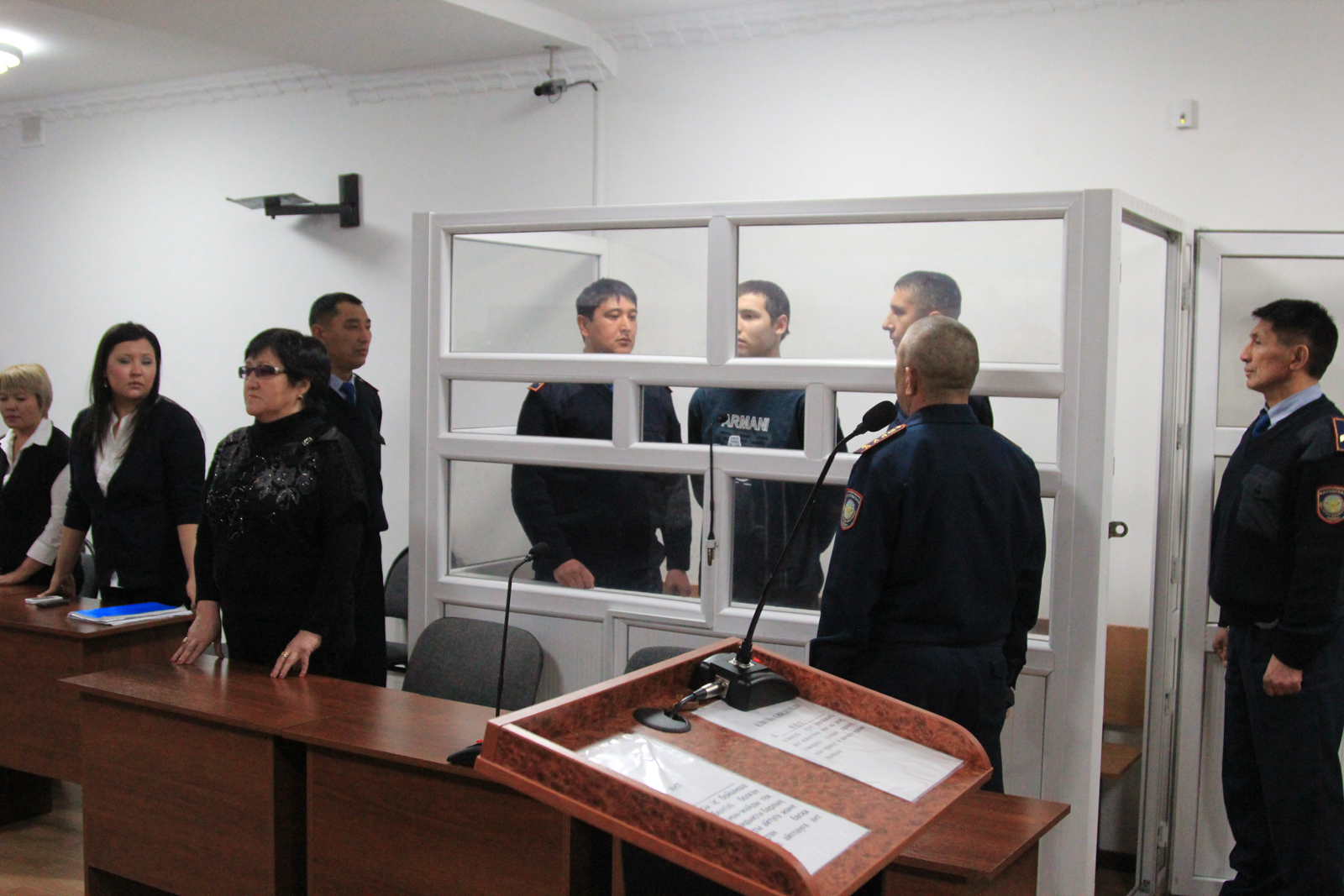
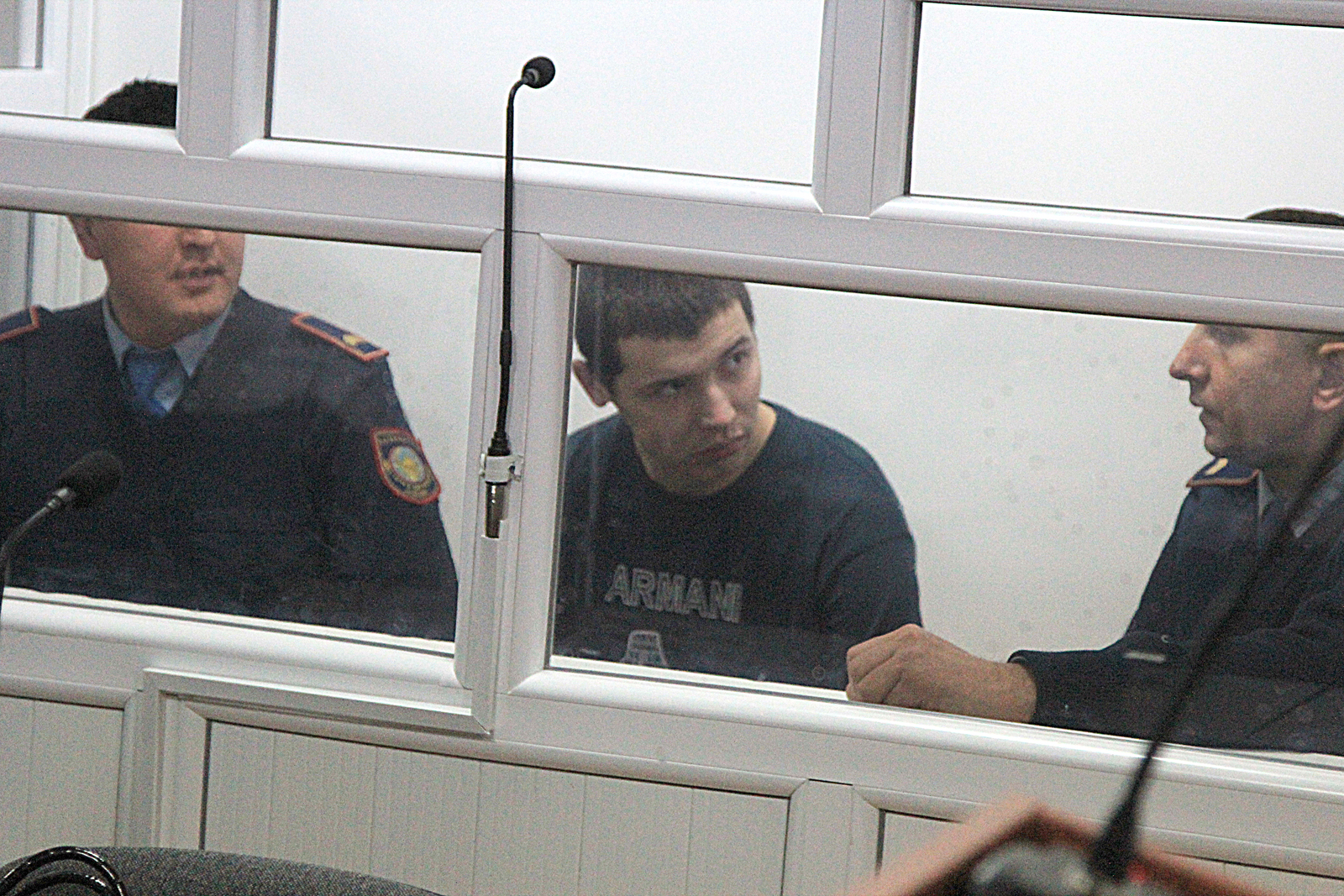
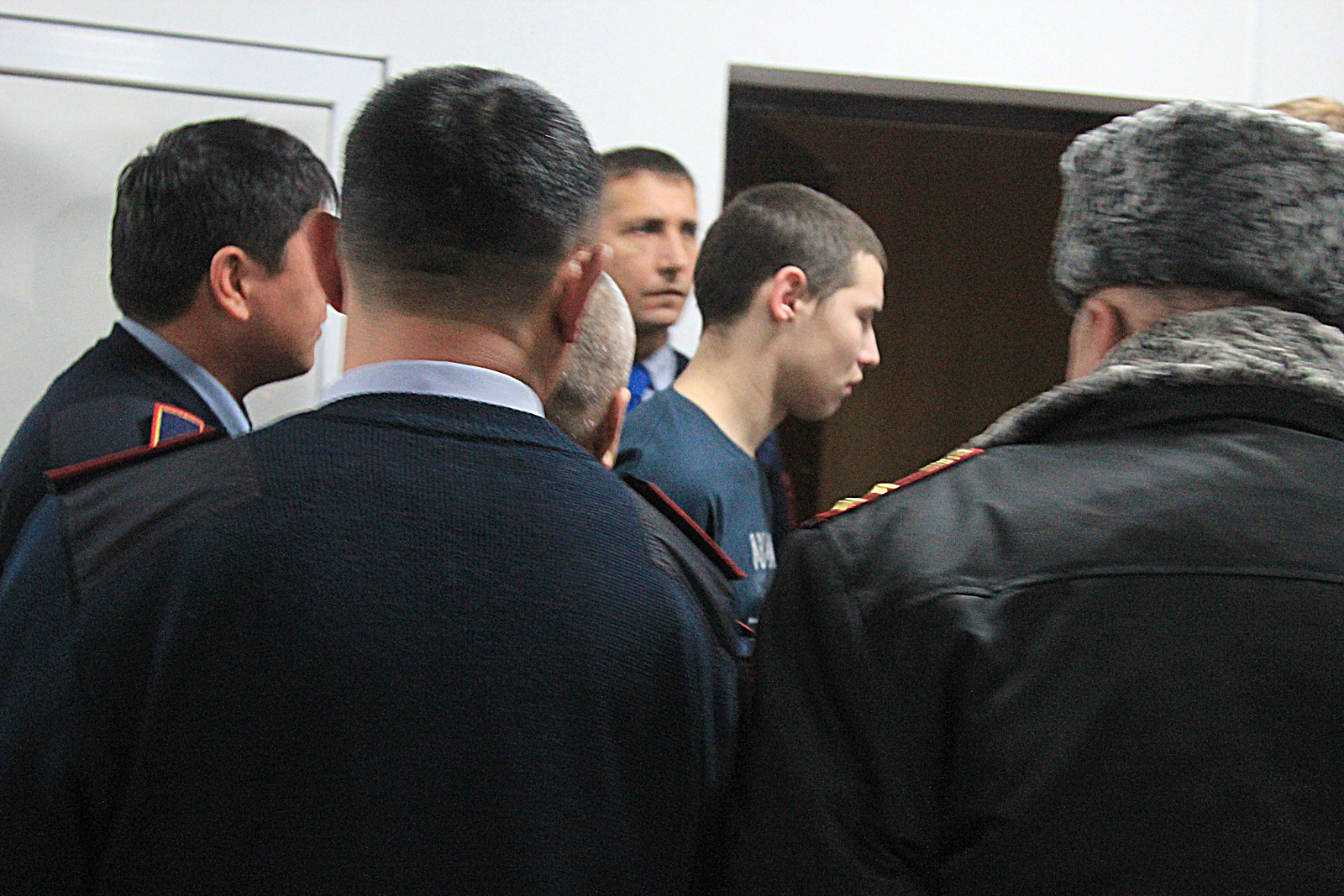

#### Рассказ Челаха
Суд 5 декабря заслушал показания Владислава Челаха, который заявил, что не будет отвечать на вопросы судьи и прокуроров. Он начал свои показания со слов: «Хочу сразу заявить, что убийство пограничников на посту „Арканкерген“ и егеря Кима я не совершал» и рассказал о хороших отношениях со всеми сослуживцами, с которыми он познакомился после прибытия на пост 10 мая 2012 года. Также Челах утверждал, что никаких неуставных отношений и конфликтов на национальной почве между пограничниками не было. Подсудимый рассказал о произошедшем нападении на пост неизвестных лиц, одетых в гражданскую одежду. О нападении на пост Челаху сообщил рядовой Аганас, который подбежал к нему с криками: «Бежим! На нас напали!». После чего подсудимый побежал к домику егеря Руслана Кима, а Аганас следовал за ним, но, когда он подбежал к строению, сослуживца рядом не было. «Когда я подбегал к дому, я кричал „Дядя Коля!“. Я успел забежать в дом к егерю, и Ким выбежал из левой комнаты в майке, трико или штанах темного цвета. Я стал кричать ему, что на пост напали, и стал просить помощи, но он ничего не говорил и только растерянно смотрел», — рассказал Челах. Поняв, что помощи от Кима не стоит ожидать, Челах побежал к находящемуся в полутора километров от поста водопаду. За спиной подсудимый слышал «частые выстрелы, можно сказать, автоматные». Достигнув водопада он спрятался в кустах и оставался на одном месте до позднего вечера. После чего он вернулся на «Арканкерген», чтобы разобраться в ситуации. Издалека он не заметил на посту людей, а когда подошёл ближе к коридору казармы, Челах распознал в первом увиденном трупе капитана Кереева. «От страха и растерянности я пришёл к выводу, что никто не поверит мне, что я убежал и не совершал убийств, так как только я один остался в живых. Мне пришла мысль поджечь заставу для того, чтобы все подумали, что я тоже погиб и сгорел», — сказал подсудимый. Затем он занялся мародёрством и собрал вещи убитых, с целью их продажи для получения денег на существование. Он сменил казённую одежду, оставив её на посту. Он забрал свой военный билет и карту местности, после чего зашёл в столовую перекусить, но из-за нервного напряжения не смог и только выпил сок. После этого он вернулся к дому Кима, где на веранде обнаружил его труп с множественными ранениями на теле. Затем Челах принёс бензин в дизельной канистре, облил им пост и поджёг. «Когда я обливал пол в столовой, то около стены увидел труп неизвестного мне мужчины азиатской национальности в гражданской одежде. Этот труп я также облил бензином», — рассказал подсудимый. Эти действия были совершены в состоянии «какого-то замутнения», по словам Челаха. Факт данных ранее признательных показаний, где описывался процесс убийства сослуживцев, Челах объяснил давлением со стороны следствия и пыток, а все детали — продиктованными дознавателями. В частности, следователи посоветовали указать использование пистолета Кереева, из-за множества обнаруженных на посту пистолетных гильз. Помимо этого с подсудимым беседовал подполковник КНБ РК, имя которого Челаху он не сообщил. Сотрудник комитета сказал пограничнику, что знает о его невиновности. «Но чтобы не спугнуть этих „очень серьёзных людей“, я пока должен брать убийства на себя и некоторое время посидеть, так как на свободе меня могут ликвидировать», — рассказал Челах о разговоре с подполковником. Также он утверждал, что его заставили рассказывать сокамернику об убийствах, и что его заранее предупредили о ведущемся в камере видеонаблюдении:
Он [подполковник] инструктировал меня, что говорить в камере, следователям и врачам на психиатрической экспертизе. Ещё он говорил, что меня даже могут наградить за помощь… Когда я ознакомился с материалами дела и увидел распечатки негласных записанных моих разговоров с сокамерниками, то понял, что подполковник КНБ всё врал и меня попросту развели как лоха, чтобы мои официальные показания при допросах подтвердились другими доказательствами виновности.

#### Продолжение процесса
Прокурор опроверг заявление Челаха о пытках и даче показаний под диктовку: «В материалах уголовного дела имеются соответствующие материалы, где полно, исчерпывающе была проведена проверка на предмет проверки подобных заявлений. Хочу обратить внимание суда и участников процесса на то, что не требуется никаких специальных познаний, чтобы ответить, на мой взгляд, на риторический вопрос, похож ли Челах при просмотре этой видеозаписи на человека, к которому, незадолго до этого допроса, по утверждению стороны защиты, применяли жестокие пытки. Разве похож он на этого человека?» Также государственный обвинитель обратил внимание на то, что у Челаха было всего пять часов, чтобы выучить версию, которую якобы предложили ему следователи:
Он даёт показания спокойно, не волнуется, обстоятельно, ничего не путает, никто ему ничего не подсказывает, наоборот, как мы видим, он сам диктует следователю, что писать и как писать. Это свидетельствует только о том, что Челах прекрасно знает, о чём говорит, он говорит о прекрасно известных ему фактах, а не пересказывает якобы подсказанные ему с подачи оперативников либо других сотрудников правоохранительных органов текст. И более того, я считаю, что невозможно за такой короткий промежуток времени выучить такой довольно продолжительный рассказ. А разрыв во времени был действительно небольшой, потому что с момента первого допроса, имевшего место в 5 часов утра, и второго, где он рассказывает, это было, в 10 часов утра. Только на это я хотел обратить внимание.
Владислав Челах и его адвокат Серик Сарсенов отказались от участия в прениях сторон и от последнего слова подсудимого. Адвокат Серик Эстияров сказал, что не отказывается участвовать в прениях, но не имеет права изменить воле своего подзащитного и не может выступать на прениях. Третий адвокат Жумагайша Саржанова приняла участие в прениях и попросила оправдать Челаха по статьям «Убийство», «Кража», «Хищение оружия», «Незаконное получение государственных секретов», «Незаконное проникновение в чужое жилище» и «Дезертирство», признав вину подсудимого по статьям «Умышленное уничтожение или повреждение военного имущества» и «Незаконное ношение оружия». Она попросила назначить своему подзащитному наказание, не связанное с лишением свободы и оставить иски потерпевших без удовлетворения.
11 декабря суд признал Владислава Челаха виновным в убийстве 15 человек на посту «Арканкерген» и приговорил его к пожизненному лишению свободы с отбыванием наказания в колонии особого режима. Также судья удовлетворил иск представителя войсковой части о взыскании с Челаха суммы 7 847 373 тенге (более 52 тыс. долларов США) в полном объёме. Исковые требования представителей потерпевших Кима, Саринова, Амиргалиева, Сисенова, Сарсенбаева были удовлетворены частично — судья постановил взыскать с Челаха по 5 млн тенге (более 33 тыс. долларов США) каждому.
21 июня 2013 года в Военном суде Казахстана рассматривалась кассационная жалоба защитника Челаха — Серика Сарсенова. В итоге обвинительный приговор остался в силе, суд не нашёл оснований для того, чтобы отменить наказание в виде пожизненного заключения. В суде адвокат озвучил доводы, которые он приводил ранее, в частности, что на погранпосту были обнаружены останки не 15, а 19 человек, а также гильзы калибра 7,62, которых на вооружении солдат «Арканкергена» не было.
С 5 марта 2013 года Челах содержится в учреждении УК 161/3 города Житикара, одной из двух в Казахстане колоний для пожизненно осуждённых, на тюремном жаргоне называемой «Чёрный беркут».

#### Реакция комитета по правам человека
29 ноября 2017 адвокат осуждённого Серик Сарсенов заявил:
«В сообщении Комитета по правам человека ООН говорится, что Казахстан нарушил статью 14 международного Пакта о гражданских и политических правах и тем самым лишил Челаха права на справедливое, беспристрастное судебное разбирательство»
Адвкокат Сарсенов скончался 23 марта 2018 года, и дело, в связи с решением Комитета ООН по правам человека, пересматривалось в январе 2019 года, уже без его участия. 22 января 2019 года судебная коллегия по уголовным делам Верховного суда РК оставила приговор Челаху без изменений.

### Суд над Фоминым
27 ноября 2012 года начались судебные слушания по делу начальника погранзаставы «Сары-Боктер» Алексея Фомина. В отношении Фомина были выдвинуты обвинения по нескольким статьям уголовного кодекса Казахстана: в сокрытии от руководства Ушаралского погранотряда факта, что пост «Арканкерген» с 28 по 30 мая не выходил на связь, в непринятии мер по восстановлению связи, в незаконном хранении боеприпасов, бездействии, превышении власти и служебном подлоге. В понедельник проходил допрос свидетелей, которые выезжали с заставы «Сары-Боктер» на временный пост «Арканкерген» для проведения разведки и подготовительных работ с 14 по 16 мая. Уголовное дело в отношении Фомина было возбуждено 7 июня, с санкции суда Фомин был арестован. 16 октября адвокат Фомина Азат Файзуллаев заявил, что материалы по делу являются секретными и членам областной коллегии адвокатов запрещено давать какую-либо информацию по этому поводу. Несмотря на ранее сделанное заявление, что процесс будет закрытым, судебные слушания прошли в городе Талдыкоргане в открытом режиме. Фомин заявил, что не против участия в процессе представителей СМИ. На процессе председательствовал судья Талдыкорганского военного гарнизона Ержан Абдуллин, государственным обвинителем выступал Кайрат Ермаханов, адвокатскую защиту осуществляли Галым Нурпеисов и Азат Файзуллаев, в качестве общественного защитника выступала мать подсудимого Галина Фомина.
Прокурор запросил для Фомина 10 лет лишения свободы. Защита Фомина предоставила доказательства того, что в момент трагедии связь между заставой и постом работала исправно, о чём не сообщалось в материалах дела. 6 декабря Азат Файзуллаев подал ходатайство о том, чтобы слушания проводились в закрытом режиме, так как в деле имеются тома, содержащие государственную тайну. Стороны поддержали предложение адвоката и в зале остались только имеющие доступ к секретным документам участники.
11 декабря 2012 года Фомин был признан виновным в незаконном приобретении, передаче, сбыте и хранении огнестрельного оружия, служебном подлоге, нарушении правил несения пограничной службы и приговорен к трём годам лишения свободы в колонии общего режима. Также суд лишил его права служить в государственных органах в течение четырёх лет. Обвинения в бездействии и превышении полномочий с Фомина были сняты. 19 июня 2014 года он был условно-досрочно освобождён.

## Личность Челаха
Осуждённый за убийство нескольких человек — рядовой срочной службы Владислав Челах, в расположении погранотряда находился на должности прожекториста, родился в Караганде 8 октября 1992 года. Родители Владислава развелись, когда ему было два года, он остался жить с мамой. Владислав вырос старшим сыном в семье, у него есть сестра Евгения и младший брат Павел.
Знаете, он у меня такой добрый. Он так сильно детей любил. Когда я Павлика родила, он говорил: «Мамочка, спасибо тебе за брата!» Он ко мне в роддом звонил. Правда, он всего три дня брата своего видел. Я из роддома выписалась, а его через три дня в армию забрали.Светлана Ващенко, мать Владислава Челаха
Учился в средней школе № 54. В начальных классах учился хорошо, однако ближе к выпуску стал часто прогуливать уроки, за что был поставлен на учёт в полиции. По словам учителей Челаха, вскоре он исправился и даже увлёкся химией.
Он не создавал серьёзных проблем, не был конфликтным. Он был очень добрым и отзывчивым парнем. Зла я никогда не замечала. Он был очень трудолюбив, и на всех субботниках всегда был впереди и всегда до последнего оставался со мной. В этом плане все поручения выполнял. В данном случае он проявлял свои лидерские качества.Наталья Гарлятович, классный руководитель Владислава Челаха
Также в школе Владислав увлекался компьютерными играми, сразу после школы поступил на программиста, однако уже через месяц начались проблемы из-за математики и его отчислили за неуспеваемость. Тогда он поступил в профессиональный лицей № 21, где получил специальность «помощник машиниста 3-го разряда». В июне 2011 года поступил в банковский колледж, во время учёбы 23 ноября 2011 года был призван на погранслужбу. По словам матери Владислава Челаха, Светланы Ващенко, её сын хотел служить в армии, причём именно в пограничных войсках. После армии планировал устроиться на работу в органы Комитета национальной безопасности. По словам матери, он писал, что в армии хорошо, что там нет дедовщины, гордился, что пошёл служить в пограничные войска, как и хотел. Владислав, по её словам, очень хотел в отпуск, говорил, что если проявит себя, то его отпустят в увольнение дней на десять, надеялся, что в июне приедет в Караганду. В последнем письме с места службе писал родным:
«Здравствуй, мама! Пишу тебе с границы Казахстана. Наконец-то я попал сюда. Теперь я служу на пограничной заставе. Тут красиво. Вокруг горы. С одной стороны китайские, с другой стороны наши, а посередине степь и моя застава. На заставе хорошо. Тихо, спокойно. Теперь я знаю, что такое настоящая служба. Я уже неделю на заставе. В первый же день подружился со старшиной…
В другом письме родным Челах писал:
Я уже успел здесь себя хорошо показать, меня назначили командиром отделения, теперь я отвечаю не только за себя, но ещё за 10 человек. Возможно, что перед отправкой на заставу получу ефрейтора. Летом планирую сдать зачёт на зелёный берет. У нас в отряде всего 2 человека с зеленым беретом. И я с друзьями решил заслужить такой же.
Сам Владислав Челах признался сокамернику во время ожидания судебного процесса, что чувствовал себя изгоем в семье:
Даже мать никогда мне такого внимания не уделяла. У них как дочь появилась — всё, всё ей. Я дома как изгой был, лишний человек. Ещё и с такой фамилией.

## Жертвы
| ФИО                               | Звание, должность                                                       | Год рождения | Регион призыва                | Комментарии |
| --------------------------------- | ----------------------------------------------------------------------- | ------------ | ----------------------------- | --- |
| Аганас Камбар Аскарулы            | рядовой срочной службы                                                  | 1991 год     | Актюбинская область           | Родился в городе Актюбинске. |
| Акышов Ерлан Ергалиевич           | младший сержант контрактной службы, инструктор служебного собаководства | 1988 год     | Алматинская область           | Младший сын в многодетной семье. Не был женат. Похоронен в городе Ушарал. |
| Акылбаев Рустем Багдатулы         | рядовой контрактной службы                                              | 1991 год     | Алматинская область           | Воспитывался бабушкой Биаш Абдыкаримовой. |
| Амиргалиев Бекзат Абатович        | рядовой срочной службы                                                  | 1989 год     | Атырауская область            | Уроженец села Миялы Кзылкогинского района Атырауской области. |
| Балгабаев Данияр Гарифоллаулы     | рядовой срочной службы                                                  | 1992 год     | Атырауская область            | Уроженец посёлка Доссор Макатского района Атырауской области. |
| Ильясов Жанат Канатулы            | рядовой срочной службы, связист                                         | 1992 год     | Жамбылская область            | Родился в городе Шу Жамбылской области. В 2008 году окончил школу имени Сейфуллина в Шуском районе, в 2011 году окончил Алматинский колледж экономики и статистики по специальности «Информационные системы». Призывную комиссию прошёл в октябре 2011 года, был направлен в ряды Пограничных войск КНБ РК. Похоронен в Шуском районе. |
| Именов Мейрхан Сагындыкулы        | рядовой срочной службы                                                  | 1992 год     | Атырауская область            | Родился в Индерском районе Атырауской области. |
| Кереев Алтынбек Кутжанович        | капитан, командир временного пограничного поста                         | 1984 год     | Западно-Казахстанская область | Уроженец села Мерей Таскалинского района Западно-Казахстанской области. Он был старшим из детей в семье, заботился о младших братьях и сёстрах. В 2001—2002 годах учился в училище № 12 города Уральска, получил специальность бухгалтера, но хотел стать военнослужащим, защитником родины. Окончил Военный институт КНБ Республики Казахстан, служил на казахстанско-китайской границе несколько лет. За короткое время дослужился от младшего лейтенанта до капитана. В 2010 году на свой день рождения (24 июля) он женился. У него остались безработная жена Райхан и годовалый сын. Похоронен в родном селе Мерей в Западно-Казахстанской области. |
| Ким Руслан Николаевич             | егерь охотничьего хозяйства ТОО «Тас Тау S»                             | 1964 год     | -                             | Родился в городе Талдыкорган. Майор запаса, ранее служил в воинской части 01852 (607-я авиабаза в Ушарале). Последнее место службы до выхода на пенсию — старший авиационный техник групп регламента и ремонта техники воинской части в/ч 21751 (604-я авиабаза в Талдыкоргане). Устроился в охотничье хозяйство, чтобы заработать деньги на квартиру и жениться. По словам родных, уехал на работу 16 апреля 2012 года, в районе поста — с конца апреля. Был похоронен 3 июня в Талдыкоргане, где в последнее время проживал. |
| Максотов Али Изтурганулы          | рядовой срочной службы                                                  | 1992 год     | Актюбинская область           | Уроженец Уилского района Актюбинской области. Похоронен в том же районе. |
| Мукашев Нурланбек Куатбекович     | рядовой срочной службы, фельдшер                                        | 1991 год     | Карагандинская область        | Родился в городе Балхаш Карагандинской области. Окончил 9 классов в лицее № 7. Получил специальность в Балхашском медицинском колледже. Был долгожданным сыном в семье, после двух дочерей. Призван на погранслужбу в ноябре 2011 года. Похоронен в родном городе. |
| Рей Денис Викторович              | рядовой срочной службы, конюх                                           | 1993 год     | Павлодарская область          | Уроженец села Успенка Павлодарской области, был призван в ноябре 2011 года. Окончил колледж в родном селе, отделение «Фермерское дело» и ушёл в армию, собирался работать по специальности в сельском хозяйстве. Дома его ждала невеста Кристина, воспитанница детского дома. После службы они собирались пожениться. |
| Сагингалиев Женис Даулетулы       | рядовой срочной службы                                                  | 1990 год     | Атырауская область            | Уроженец села Жыланды Курмангазинского района Атырауской области. Закончил Западно-Казахстанский аграрно-технический университет имени Жангир хана по специальности «Приборостроение». Единственный сын в семье. |
| Сарсембаев Талгат Амангельдинович | рядовой контрактной службы                                              | 1984 год     | Алматинская область           | Уроженец села Енбекши Алакольского района. У него осталась мать-героиня с девятью другими детьми. Проживал в 25 км от города Ушарал. С 2010 года служил в Ушаралском пограничном отряде. В начале 2012 года женился. На момент инцидента его жена Асель находилась на шестом месяце беременности. |
| Усипалиев Нуржас Дуйсембайулы     | рядовой срочной службы, повар                                           | 1991 год     | Жамбылская область            | Уроженец села Аккум Таласского района Жамбылской области. Закончил Алматинский государственный колледж технологии и менеджмента по специальности «Организация питания». Был вторым ребёнком в семье (есть старший брат и две младшие сестры). Был призван к воинской службе в октябре 2011 года, направлен в воинские части погранслужбы. Похоронен на мусульманском кладбище «Тектурмас» в городе Тараз. |

27 июля 2012 года на территории погранпоста «Арканкерген» в память о погибших пограничниках была установлена мемориальная доска со списком всех погибших военнослужащих.

## Международная реакция
Президент Белоруссии Александр Лукашенко 5 июня направил соболезнования Президенту Республики Казахстан Нурсултану Назарбаеву в связи с трагедией: «От имени белорусского народа и от себя лично выражаю искренние соболезнования семьям и родственникам погибших, а также всему казахстанскому народу».
Президент Киргизии Алмазбек Атамбаев 5 июня выразил соболезнования Президенту Казахстана Нурсултану Назарбаеву: «С глубоким прискорбием и сопереживанием воспринял известие о трагической гибели казахстанских пограничников на пограничном посту „Арканкерген“ Алматинской области. В Кыргызстане потрясены этим страшным злодеянием. Уверен, что организаторы и исполнители произошедшей трагедии будут изобличены и понесут суровое наказание. От всего кыргызского народа и от себя лично выражаю искренние соболезнования семьям и близким погибших, глубокое сочувствие Вам и братскому народу Казахстана».
5 июня представители дипломатического корпуса из стран, аккредитованных при Европейском Союзе и НАТО в Брюсселе, посетили посольство Казахстана и выразили соболезнования.
5 и 6 июня вице-министр иностранных дел Турции Фатих Джейлан, представители парламента страны, послы Узбекистана, Молдовы, Марокко, Индии, временный поверенный в делах Эфиопии и другие высокопоставленные сотрудники иностранных дипломатических представительств посетили посольство Казахстана в Анкаре и генконсульство в Стамбуле, оставили слова сопереживания в книге соболезнований посольства.